# 말린 베리하겐
말린 베리하겐(Malin Berghagen, 1966년 5월 11일 ~ )은 스웨덴의 배우, 성우이다.

## 참여 작품
- 2006년: 카의 스웨덴어 버전 (샐리 역)
- 2011년: 카 2